# Daniele e Maria
Daniele e Maria è un film del 1973 diretto da Ennio De Concini.

## Trama
Daniele è un ragazzo diciottenne con intelligenza inferiore alla media che, malgrado l'aiuto di psichiatri, non accenna a migliorare. Solo la sedicenne Maria, lo aiuterà con l'amicizia e con l'amore.